# Вер, Джон де, 14-й граф Оксфорд
Джон де Вер (англ. John de Vere; 14 августа 1499, замок Хедингем, Эссекс, Королевство Англия — 14 июля 1526, Колн-Энгейн, Эссекс, Королевство Англия) — английский аристократ, 14-й граф Оксфорд с 1513 года, лорд великий камергер Англии.

## Биография
Джон де Вер был вторым (и единственным выжившим) сыном сэра Джорджа де Вера и его второй жены Маргарет Стаффорд, внуком 12-го графа Оксфорда. Он родился в 1499 году, когда графом был его бездетный дядя — ещё один Джон де Вер. В 1503 году Джон-младший потерял отца, а в 1513, после смерти дяди, унаследовал семейные владения и графский титул. На тот момент он уже был женат на Анне Говард, дочери Томаса Говарда, 2-го герцога Норфолка; этот брак ознаменовал союз двух самых могущественных семейств Восточной Англии. Однако в 1514 году король Генрих VIII объявил брак недействительным, так как де Веру на момент венчания было меньше 14 лет, и предложил графу другую жену — свою двоюродную сестру Маргарет Куртене. Тот отказался. Позже король всё-таки признал брак законным и передал де Вера под опеку тестя.
Джон присутствовал при встрече Генриха VIII и Франциска I на Поле золотой парчи в 1520 году. В том же году он достиг совершеннолетия и вступил во владение семейными землями, в 1522 году сопровождал короля в Дувр, на встречу с императором Карлом V. К тому времени у де Вера была сложившаяся репутация мота. В 1523 году Генрих VIII приказал ему отказаться от собственной резиденции и жить в доме тестя; граф мог держать только 20 слуг, он не имел права предоставлять кому-либо должности или пенсии, должен был «пить меньше вина, не ложиться спать поздно, есть меньше мяса, воздерживаться от чрезмерной роскоши в одежде».
При всём этом граф по-прежнему появлялся при дворе. Он присутствовал при инаугурации королевского бастарда Генри Фицроя в качестве графа Ноттингема (июнь 1525), при утверждении устава колледжа Вулси (5 мая 1526). Де Вер умер 14 июля 1526 года, в возрасте 26 лет. Его похоронили в родовой усыпальнице в Коулнском приорате (Эссекс). Граф не оставил детей, так что титул и владения перешли к его троюродному брату, ещё одному Джону де Веру. Его вдова умерла до 22 февраля 1559 года.